# Dynamena crisiodes
Dynamena crisiodes är en nässeldjursart som beskrevs av Jean Vincent Félix Lamouroux 1824. Dynamena crisiodes ingår i släktet Dynamena och familjen Sertulariidae. Inga underarter finns listade i Catalogue of Life.